# 金峰神社 (美濃市)

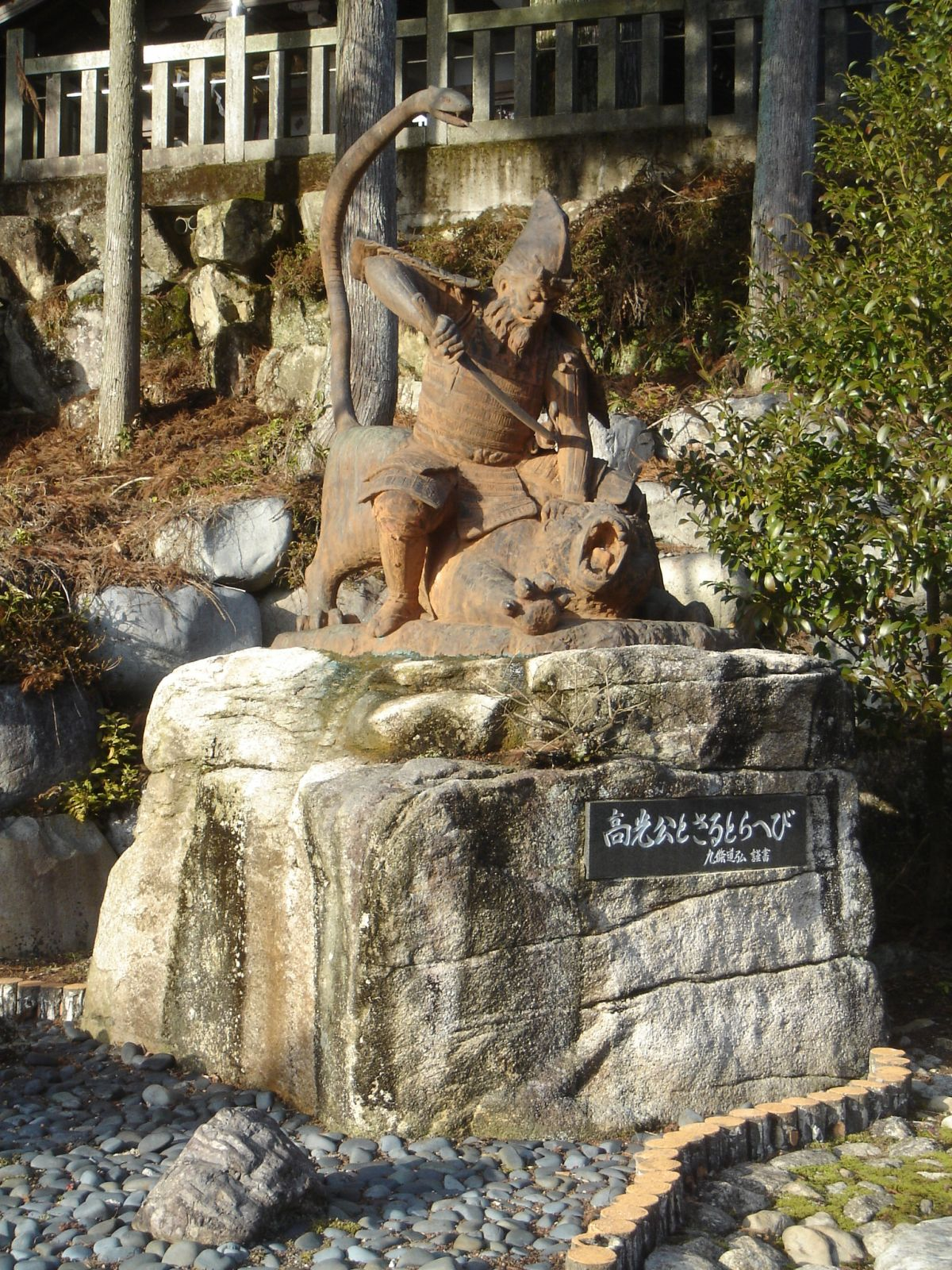
岐阜県関市の高賀神社にある「高光公とさるとらへび」の像

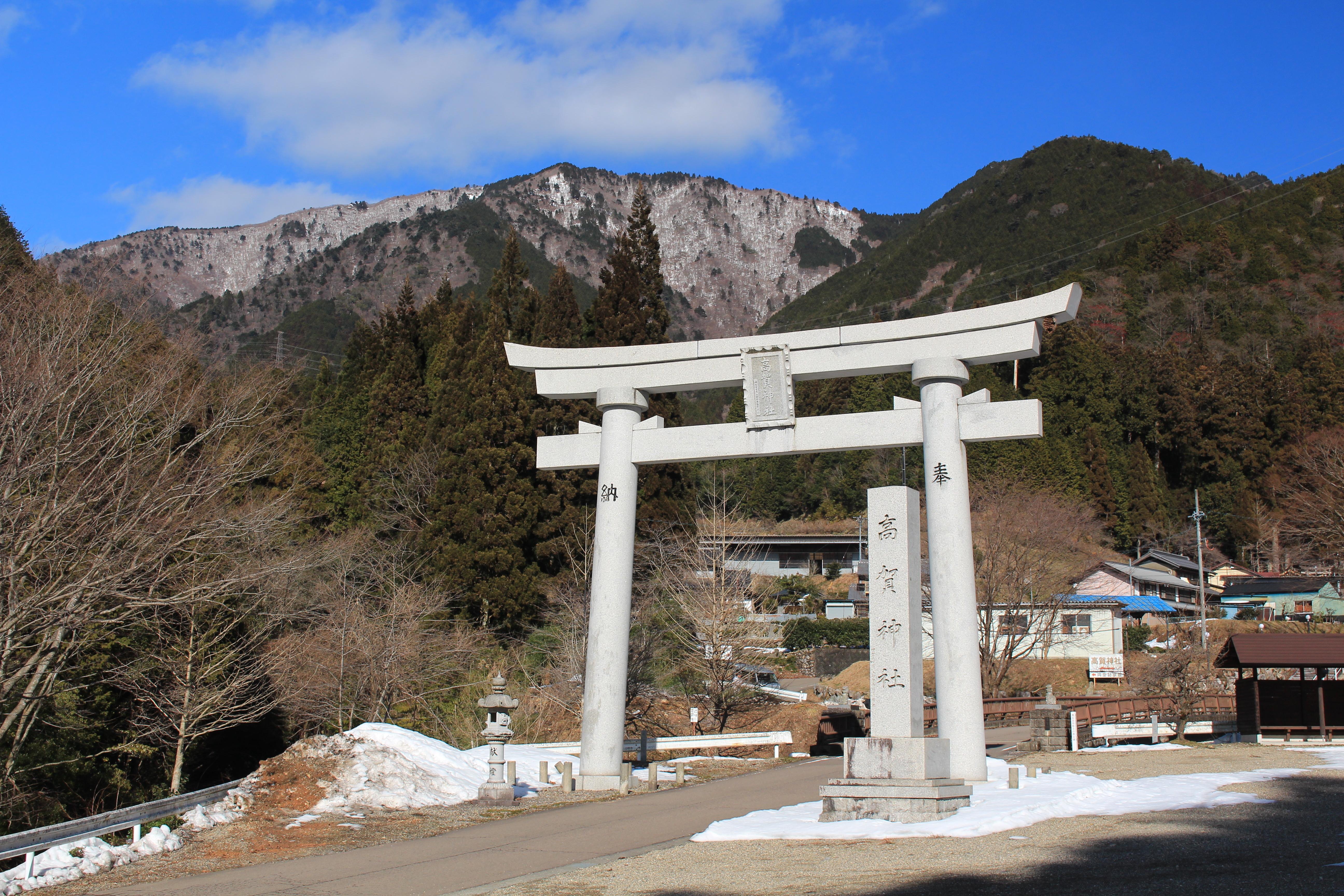
山麓から望む高賀神社の鳥居と高賀山

金峰神社（かねみねじんじゃ）は、岐阜県美濃市片知にある神社。『高賀山信仰』における中心となる社(高賀山六社)の一社である。

## 概要
高賀山を囲む高賀山六社の1社で、板取川（長良川の支流）の支流の片知川沿いにある。
なお周辺集落では金峰神社（かねみねじんじゃ）と呼ばれる。

## 祭神
- 蔵王権現

※ 実際の御神体は、阿弥陀如来、十一面観世音菩薩、地蔵菩薩であるという。また、3体の仏像の脇には金剛蔵王と天部が祀られている。

## 由緒
社伝によると、天暦年間（10世紀中頃）、この地に妖怪さるとらへびが住み付き、村人に危害を加えているのを聞いた朝廷が、藤原高光をこの地に遣わした。高光が最初にさるとらへびを見つけたのがこの地とされる。このことから地名を「形知」（現在の片知）と名づけ、形知の社として創建したのが始まりと伝わる。後に高賀山一帯は、美濃国の霊山として崇められた。修験道の影響を受け、江戸時代以前に蔵王権現社に改称する。明治時代初期、金峰神社に改称する。これは奈良県の金峯神社に由来すると伝わる。

## 高賀山六社
高賀山を主峰とした山（瓢ケ岳、今渕ケ岳、片知山など）の山麓にあり、高賀山を囲む6つの神社。かつては六社めぐりという、この6社を尾根伝いに1日で歩いて巡る苦行が存在した。
- 高賀神社（岐阜県関市）
- 那比新宮神社（岐阜県郡上市）
- 那比本宮神社（岐阜県郡上市）
- 星宮神社（岐阜県郡上市）
- 瀧神社（岐阜県美濃市）
- 金峰神社（岐阜県美濃市）

## 交通機関
- 岐阜バス：牧谷線「金門橋」バス停下車。